# 奥利尚农村居民点
奥利尚农村居民点（俄语：Ольшанское сельское поселение）是俄罗斯联邦沃罗涅日州奥斯特罗戈日斯克区所属的一个农村居民点。其下辖有5个居民点，行政中心为下奥利尚。据2016年统计，该农村居民点的人口为1257人。